# Jan Ullrich
Jan Ullrich (Rostock, 2 dicembre 1973) è un ex ciclista su strada e ciclocrossista tedesco.
Professionista dal 1995 al 2006, soprannominato il Kaiser o Kaiser Jan, specialista delle grandi corse a tappe e delle gare a cronometro, vinse il Tour de France 1997 e la Vuelta a España 1999, oltre a un titolo olimpico a Sydney 2000 e a tre titoli mondiali su strada, uno in linea dilettanti e due a cronometro Elite.

## Biografia
Ha tre fratelli, Stefan (nato nel 1971), Thomas (1978) e Felix (1984). Si è separato dalla prima moglie, Gaby, nel 2005; con lei ha avuto anche una figlia, Sarah Maria, nata nel 2003. Nel settembre 2006 si è sposato con Sara Steinhauser, sorella di Tobias Steinhauser, suo compagno di squadra alla T-Mobile. La coppia ha avuto tre figli, Max (nato nel 2007), Benno (2011) e Toni (2012).

## Carriera

### Gli anni da Dilettante e alla Deutsche Telekom

#### 1993-1996: gli esordi e l'approdo al professionismo
Si appassiona al ciclismo fin da bambino seguendo le orme di suo fratello maggiore Stefan. Jan mostra subito il suo talento vincendo la prima gara a cui partecipa all'età di dieci anni guidato dalle sapienti mani del suo primo allenatore Peter Sager. Fino al 1987 frequenta la Sportgemeinschaft Dynamo Rostock, società della sua città; dal 1987 al 1990 è invece tesserato per lo Sportclub Dynamo Berlin, club facente riferimento alla Sportvereinigung Dynamo, l'associazione sportiva degli organi di polizia nell'allora Repubblica Democratica Tedesca. Dal 1990 al 1992, dopo la caduta del muro e lo scioglimento delle squadre sportive della DDR, gareggia con lo Sportclub Berlin, mentre dal 1992 al 1994 è ad Amburgo, tra le file della storica società ciclistica Radsport-Gemeinschaft Hamburg.
Nel 1993 a Oslo vince il Campionato del mondo in linea nella categoria dilettanti, a nemmeno vent'anni d'età, diventando così il più giovane campione del mondo dopo Eddy Merckx (nella stessa edizione, tra i professionisti, si impone il futuro rivale Lance Armstrong). Nel 1994 corre la stagione ancora tra i dilettanti e a Catania conquista il terzo posto al Campionato del mondo nella prova a cronometro (in quell'occasione, per la prima edizione della prova a cronometro, fu una gara "open", ossia aperta a professionisti e non) vinta dallo specialista Chris Boardman davanti ad Andrea Chiurato.
L'anno seguente passa tra i professionisti nel Team Deutsche Telekom. Vince il Campionato tedesco a cronometro e disputa la sua prima grande corsa a tappe, la Vuelta a España, dalla quale dovette però ritirarsi dopo solo una settimana di corsa a causa di un fastidioso mal di denti. Nel 1996 si impone al grande pubblico classificandosi secondo al Tour de France dietro al compagno di squadra Bjarne Riis (vittoria in un primo momento revocata per confessato uso di doping, poi riassegnata al danese). In quell'edizione della corsa francese Ullrich corse sempre al servizio del proprio capitano, ma nonostante ciò vinse la penultima tappa, la cronometro di Saint-Émilion, battendo di cinquantasei secondi Miguel Indurain e rischiando addirittura di sfilare la maglia gialla al proprio capitano, tanto che si dice che i direttori sportivi della Deutsche Telekom, Rudy Pevenage e Walter Godefroot gli impongono di rallentare per non compromettere il risultato del capitano. Ullrich a 22 anni e mezzo d'età conclude così staccato di soli 1'41" da Riis, guadagnando anche la vittoria nella classifica dei giovani.

#### 1997: la vittoria del Tour de France

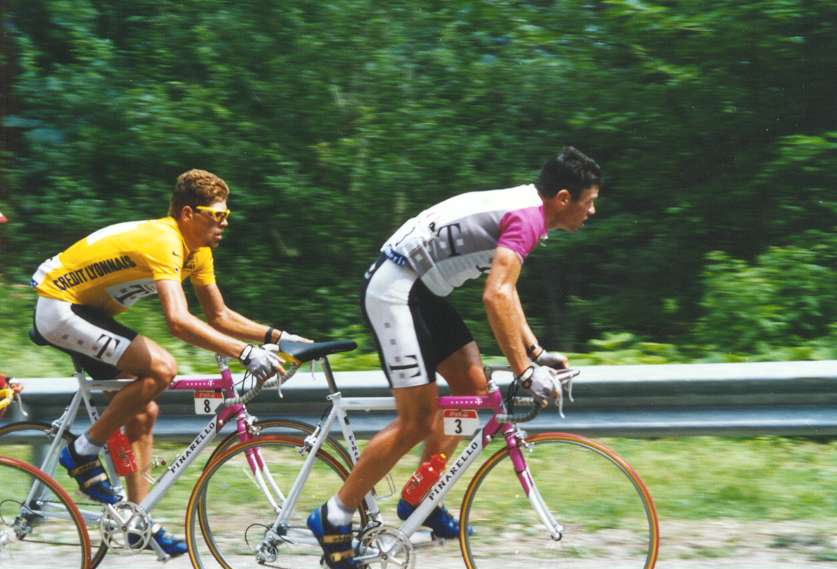
Ullrich (in maglia gialla) e Udo Bölts al Tour de France 1997

Nel 1997, dopo aver vinto il Campionato tedesco in linea e l'importante tappa di Kandersteg al Giro di Svizzera, nel quale si piazza al terzo posto nella classifica finale alle spalle di Christophe Agnolutto e Oscar Camenzind, fa suo il Tour de France, primo tedesco della storia, e sul podio di Parigi precede i rivali di allora Richard Virenque e Marco Pantani.
Nonostante il capitano anche per questo Tour de France fosse Riis, Ullrich si mostra subito il più forte; sfiora la maglia gialla già nel prologo di Rouen, dove viene battuto per soli 1,82 secondi dallo specialista Chris Boardman; si limita a seguire i suoi avversari Richard Virenque e Marco Pantani nella prima tappa pirenaica con arrivo a Loudenvielle, mentre nel tappone con arrivo in salita ad Andorra-Arcalís, l'ormai ex capitano Riis gli lascia via libera verso il successo di tappa; il tedesco riesce così a staccare Pantani e Virenque di un minuto e otto secondi con una prestazione notevole conquistando la maglia gialla. Nella cronometro di Saint-Étienne mette quindi il sigillo al Tour staccando di più di tre minuti tutti i maggiori avversari. Sulle Alpi, Ullrich si limita a contenere gli attacchi di Pantani, il quale vincerà le tappe dell'Alpe d'Huez e di Morzine, e di Virenque, che vincerà la tappa di Courchevel, e giunge a Parigi con un vantaggio pesante: più di 9 minuti sul francese e più di 14 sull'italiano. La vittoria schiacciante da lui ottenuta, con un dominio sia in salita che a cronometro, fanno pensare agli addetti ai lavori che il ciclismo abbia trovato il suo nuovo padrone dopo il ritiro di Miguel Indurain e molti pronosticano che il tedesco sarà il primo corridore a vincere per sei volte la corsa a tappe francese.
Le successive vittorie nella Classica di Amburgo, nella Luk-Cup Bühl ed il secondo posto al Campionato di Zurigo alle spalle di Davide Rebellin dimostrano che Ullrich riesce ad andare forte anche nelle corse di un giorno e si pensa ad un nuovo "cannibale". A fine anno si aggiudica la prima edizione del premio internazionale Fausto Coppi-Bici d'Oro.

#### 1998-1999: il secondo posto al Tour e il successo alla Vuelta

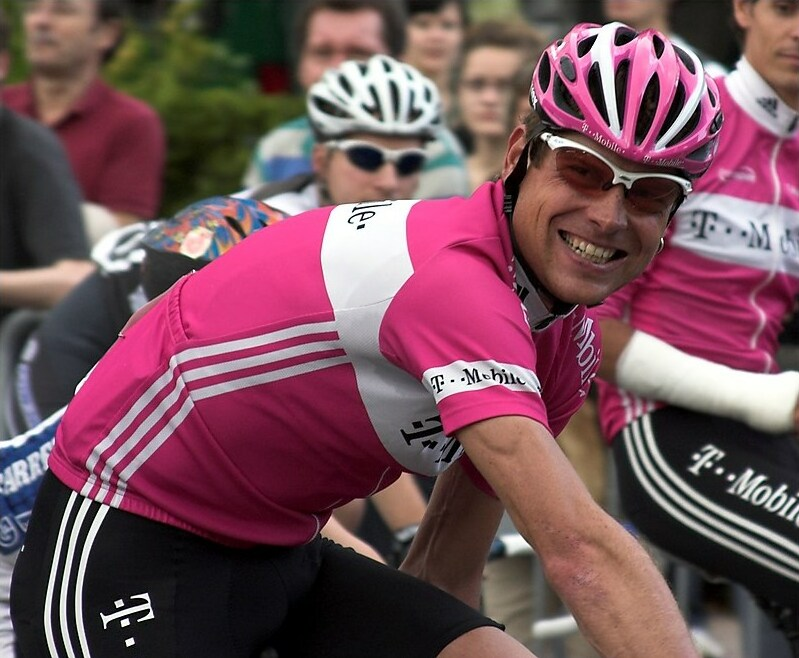
Jan Ullrich nel 2005

Nell'inverno Jan Ullrich prende dieci chili, incominciando l'anno successivo con una condizione fisica non ottimale per via del peso eccessivo. Ciò nonostante riesce a dimagrire per tempo, e si presenta alla partenza del Tour de France come uno dei favoriti per la vittoria finale. Conquista la maglia gialla nella prima cronometro, a Corrèze, rifilando più di 4 minuti a Pantani, e la conserva dopo i Pirenei, ma sul Colle del Galibier, sotto la pioggia, deve arrendersi ad un epico attacco di Pantani, che riesce a guadagnare circa 9 minuti alla fine della tappa. Si riscatta vincendo l'indomani ad Albertville, dopo una fuga a due con il "Pirata" iniziata sull'ultima salita di giornata, la Madeleine, e l'ultima cronometro di Le Creusot; ma in classifica generale chiude secondo alle spalle dello scalatore italiano, nel Tour che verrà ricordato anche per lo scandalo Festina.
Nel 1999 inizia la stagione con l'intento di riconquistare la maglia gialla, ma, oltre al problema del peso che si era ripresentato, una duplice caduta prima al Giro di Germania e poi al Giro di Svizzera gli preclude la partecipazione al Tour de France, che segnerà l'inizio del dominio di Lance Armstrong. Corre quindi la Vuelta a España, ma senza grandi velleità di classifica; ciò nonostante vince una tappa e successivamente, ancora sull'arrivo ad Arcalís, conquista la maglia oro di leader della classifica, che difenderà sino alla fine con una seconda vittoria di tappa nell'ultima cronometro. L'obiettivo principale della stagione sono comunque i campionati del mondo che si disputano in Italia: a Treviso vince la prova a cronometro mentre a Verona nella prova in linea, malgrado l'eccellente condizione, non va oltre l'ottavo posto.

#### 2000-2001: ancora secondo allaGrande Boucle
Nel 2000 Ullrich deve di nuovo fronteggiare il problema del peso; riesce tuttavia a presentarsi al Tour de France con una forma ottimale. Quell'anno ha luogo la prima sfida con Armstrong, ma il tedesco deve accontentarsi del secondo posto in classifica data la superiorità dello statunitense sia in salita che a cronometro. Si riscatta ai Giochi olimpici di Sydney, in cui conquista l'oro nella prova in linea disputatasi nella parte est del Centennial Park, precedendo, in una fuga a tre, i compagni di team Aleksandr Vinokurov e Andreas Klöden, e l'argento in quella a cronometro, battuto da Vjačeslav Ekimov. L'Unione Ciclistica Internazionale indagò per presunto uso di doping da parte del tedesco, decidendo però, nel 2010, di non revocargli il titolo non essendo stati riscontrati illeciti.
Nella stagione seguente partecipa per la prima volta al Giro d'Italia, senza però ottenere risultati anche a causa della scarsa condizione (verrà anche indagato nell'ambito di un'inchiesta antidoping, senza comunque alcun successivo strascico giudiziario) e poi, forte della seconda vittoria nel Campionato tedesco in linea, punta a rivincere il Tour de France. Armstrong si rivela però ancora il più forte e Ullrich è nuovamente secondo. Prosegue la stagione su buoni livelli, vincendo anche il Giro dell'Emilia, e ai Campionati del mondo di Lisbona fa di nuovo suo l'oro a cronometro con una grande rimonta nel finale di gara, mentre nella prova in linea arriva con il gruppo di testa e chiude tredicesimo.

### 2002-2006: Gli ultimi anni

#### 2002-2003: l'infortunio e il rientro

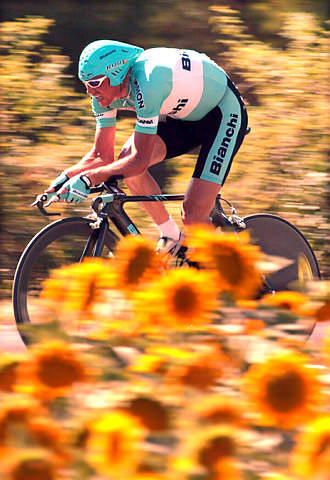
Ullrich al Tour del 2003 con la maglia del Team Bianchi

Nel 2002 è fermo praticamente per tutta la stagione a causa di problemi al ginocchio destro, a cui viene operato. Inoltre, dopo otto anni, conclude il rapporto con il Team Telekom.
Nel 2003 ritorna alle corse con una nuova squadra, il Team Coast, poi divenuto Team Bianchi. Dopo aver corso il Giro di Germania (quinto posto) e il Giro di Svizzera (7º posto) comincia il Tour de France con rinnovate ambizioni di vittoria. Dopo aver perso terreno sull'Alpe d'Huez vince la cronometro di Cap'Decouverte staccando Armstrong di 1'36". Il giorno dopo riesce per la prima volta a mettere in difficoltà lo statunitense anche in salita, sul Plateau de Bonascre, giungendo ad avere soli 15 secondi di distacco in classifica. Alla fine però non va oltre il secondo posto: a Luz Ardiden viene staccato dal rivale, cade poi sull'asfalto bagnato nella cronometro finale e conclude con un ritardo di 1'01". Proprio nella tappa di Luz Ardiden, Armstrong cade mentre sta forzando e Ullrich, pur molto vicino in classifica e in ottima condizione, anziché attaccare aspetta il rientro del texano nel gruppetto di testa; poco dopo, sfruttando proprio le difficoltà di Ullrich nel cambio di ritmo, Armstrong lo attaccherà, vincendo la tappa.
Nel prosieguo di annata Ullrich trova importanti piazzamenti alla Classica di Amburgo (terzo) e al Campionato di Zurigo (secondo), chiudendo una stagione positiva. Al termine della stagione viene eletto sportivo tedesco dell'anno.

#### 2004: la vittoria al Giro di Svizzera
Nel 2004 torna a correre con la T-Mobile. In preparazione al Tour de France prende parte al Giro di Svizzera. Nella gara elvetica prende la leadership nella classifica generale già dopo la prima tappa; Controlla agevolmente le successive frazioni fino alla settima tappa, quando nell'ascesa di Mechtal non riesce a rispondere agli attacchi dello svizzero Fabian Jeker e dell'austriaco Georg Totschnig: all'arrivo perde la maglia, ritrovandosi terzo in graduatoria, con 32 secondi di svantaggio da Jeker e 24 da Totschnig. Dopo l'ottava frazione, vinta da Paolo Bettini, prende il via nella cronometro finale con l'obiettivo di recuperare i 41" di distacco da Jeker; nell'occasione non delude le aspettative, vince la tappa ad una media di circa 48 km/h e riesce a rimontare lo svizzero, aggiudicandosi la corsa con un solo secondo di vantaggio sul rivale.
Dopo la vittoria al Giro di Svizzera, con due successi di tappa, è uno dei favoriti per la conquista del Tour de France. In quell'edizione della Grande Boucle, tuttavia, Armstrong si rivela ancor più insuperabile (per lui sesto Tour de France consecutivo, un record poi annullato per doping); Ullrich per la prima volta non sale nemmeno sul podio di Parigi, è infatti quarto, preceduto anche da Andreas Klöden e Ivan Basso. Alla fine della corsa viene anche criticato dal suo direttore sportivo Walter Godefroot, il quale afferma: «Il talento da solo non basta». Ai Giochi olimpici di Atene Ullrich non bissa i risultati di quattro anni prima: è settimo a cronometro e mai incisivo nella prova in linea, dove chiude al diciannovesimo posto. Rinuncia inoltre ai campionati del mondo in Italia concludendo un'annata al di sotto delle aspettative.

#### 2005-2006: il terzo posto al Tour, l'Operación Puertoe il ritiro
Nella stagione successiva deve nuovamente far fronte al problema del peso forma, cui si aggiunge una fastidiosa polmonite che compromette la sua preparazione al Tour de France. Conclude al terzo posto il Giro di Svizzera, vincendo la cronometro. Dopo una caduta in allenamento alla vigilia del Tour de France, che non compromette però la partenza della corsa, Ullrich cade nuovamente nell'ottava frazione, ma pur ricoverato all'ospedale di Grenoble riesce a riprendere la corsa; alla fine chiude in terza posizione, alle spalle del solito Armstrong e di Basso. Si classifica inoltre secondo al Giro di Germania, vincendo la frazione a cronometro.

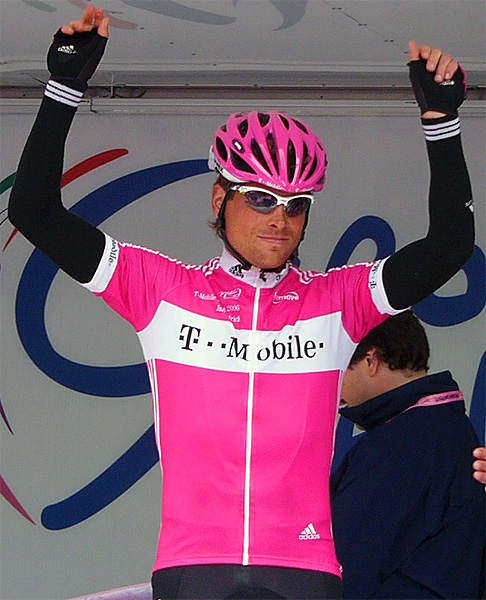
Ullrich al Giro d'Italia 2006

Nel 2006, non cambia stile e in inverno prende molti chili. Ritorna al Giro d'Italia con una forma non ottimale; ottiene comunque una vittoria di tappa a cronometro prima di ritirarsi. Ripresosi e tornato in piena forma, vince nuovamente il Giro di Svizzera.
Al Tour de France, visto il ritiro dalle corse di Armstrong, avrebbe finalmente l'occasione di bissare il successo del 1997 ma alla vigilia della corsa francese viene implicato nella cosiddetta Operación Puerto, che lo vede coinvolto per uso di doping. Viene escluso dalla Grande Boucle dagli organizzatori dell'evento, quindi sospeso dalla sua squadra e in seguito anche licenziato. Per tutto il periodo dell'inchiesta Ullrich, a differenza di altri corridori coinvolti, si dichiara sempre estraneo alla vicenda, fino al 26 febbraio 2007, data in cui annuncia il suo ritiro dall'attività agonistica. Successivamente le analisi sanguigne confermeranno il suo coinvolgimento e la sua abitazione in Svizzera verrà perquisita.

## Dopo il ritiro

### 2007-2013: problemi di salute e squalifica per doping
Il 2 giugno 2007 rischia di perdere le medaglie conquistate alle Olimpiadi a Sydney nel 2000, ma nel 2010 non vengono riscontrati illeciti, pertanto Ullrich mantiene le medaglie. Nell'estate 2010 viene colpito da una malattia da stress, la sindrome da burnout, dalla quale riesce a guarire verso la fine di dicembre, ritornando anche in sella ad una bici, ma smentendo un suo possibile ritorno alle corse.
All'inizio del 2010 non viene inizialmente incluso nell'elenco dei corridori processati per l'Operación Puerto; l'Unione Ciclistica Internazionale presenta però un appello al TAS di Losanna. In seguito l'ex ds della T-Mobile Rudy Pevenage confessa e lo coinvolge nell'inchiesta. Il 9 febbraio 2012 il TAS di Losanna, accogliendo il ricorso dell'Unione Ciclistica Internazionale, giudica Ullrich colpevole e lo condanna (con formula retroattiva) a due anni di squalifica, cancellando, pertanto tutti i risultati ottenuti dal 1º maggio 2005 fino al suo ritiro dal professionismo, nel 2007: tra essi spicca il terzo posto al Tour de France del 2005, una vittoria di tappa al Giro d'Italia del 2006 e una tappa e il successo nella classifica generale del Giro di Svizzera del 2006.
A giugno 2013 Ullrich, dopo aver negato nell'inchiesta Puerto, ammette di aver fatto ricorso durante la sua carriera a pratiche illecite dopanti nell'inchiesta in cui era coinvolto.

### 2018: indagini giudiziarie

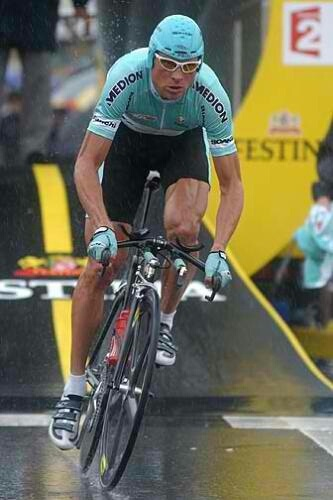
Jan Ullrich nel 2003

Il 4 agosto 2018 viene messo in stato di fermo dalla polizia spagnola con l'accusa di avere aggredito l'attore e regista Til Schweiger, suo vicino di casa nella zona Establiments a Palma di Maiorca. L'aggressione sarebbe avvenuta perché Schweiger non lo avrebbe invitato ad una festa in occasione dell'uscita del film Honey in the Head.
Sei giorni più tardi, il 10 agosto 2018, viene fermato dalla polizia di Francoforte sul Meno dopo essere stato messo sotto indagine per tentato omicidio. Ullrich, secondo una ricostruzione della stampa, avrebbe abusato sessualmente e tentato di strangolare una prostituta con cui si trovava presso il "Villa Kennedy" a Francoforte. La donna sarebbe riuscita a divincolarsi e ad uscire dalla stanza per chiedere soccorso. La polizia rende noto che al momento dell'arresto Ullrich era sotto l'effetto di alcol e droghe.
Il ciclista dopo l'aggressione avvenuta a Maiorca aveva dichiarato al periodico tedesco Bild di essere rientrato in Germania proprio per sottoporsi a una terapia volta a combattere la dipendenza da droga e alcol. Dopo ciò Ullrich finisce in clinica psichiatrica.

## Primati personali
Rientra tra i corridori che hanno vinto tappe in tutti i Grandi giri: Tour de France, Giro d'Italia e Vuelta a España. In otto partecipazioni al Tour è salito sette volte sul podio: primo nel 1997; secondo nel 1996, 1998, 2000, 2001 e 2003; terzo nel 2005, risultato questo in seguito cancellato con sentenza retroattiva in merito all'Operación Puerto. Solo nel 2004 fu quarto. Nella storia della corsa francese, come numeri di podi è preceduto da Lance Armstrong, con sette vittorie consecutive e un terzo posto (risultati in seguito cancellati), Bernard Hinault con cinque vittorie (1978, 1979, 1981, 1982, 1985) e due secondi posti (1984, 1986), e da Joop Zoetemelk che ha vinto il Tour in una sola occasione (1980), ma che per altre sei volte si è classificato secondo (1970, 1971, 1976, 1978, 1979, 1982); anche Raymond Poulidor vanta un maggior numero di podi, con tre secondi (1964, 1965, 1974) e cinque terzi posti (1962, 1966, 1969, 1972, 1976).
In occasione delle due vittorie nelle grandi corse a tappe, il Tour del 1997 e la Vuelta del 1999, ha conquistato la maglia di leader della classifica, poi tenuta sino alla fine della corsa, al termine della tappa con l'arrivo in salita ad Andorra-Arcalís.

## Palmarès
- 1993 (Dilettanti)

Classifica generale Ytong Bohemia Tour
3ª tappa Giro del Belgio dilettanti
Campionati del mondo, Prova in linea Dilettanti
- 1994

4ª tappa Commonwealth Bank Classic
4ª tappa Rapport Toer
5ª tappa Rapport Toer
6ª tappa Rapport Toer
2ª tappa Tour of Hawaii
- 1995

Campionati tedeschi, Prova a cronometro
- 1996

Coca-Cola Trophy
3ª tappa, 1ª semitappa Regio-Tour
Classifica generale Regio-Tour
20ª tappa Tour de France (Bordeaux > Saint-Émilion, cronometro)
- 1997

10ª tappa Tour de France (Luchon > Arcalís)
12ª tappa Tour de France (Saint-Étienne > Saint-Étienne, cronometro)
Classifica generale Tour de France
4ª tappa Tour de Suisse
Campionati tedeschi, Prova in linea
LuK Cup
Classica di Amburgo
- 1998

7ª tappa Tour de France (Meyrignac-l'Église > Corrèze, cronometro)
16ª tappa Tour de France (Vizille > Albertville)
20ª tappa Tour de France (Montceau-les-Mines > Le Creusot, cronometro)
Rund um die Nürnberger Altstadt
Rund um Berlin
Sparkassen Giro Bochum
- 1999

5ª tappa Vuelta a España (Béjar > Ciudad Rodrigo)
20ª tappa Vuelta a España (El Tiemblo > Avila, cronometro)
Classifica generale Vuelta a España
Campionati del mondo, Prova a cronometro
- 2000

Giochi olimpici, Prova in linea
Coppa Agostoni
- 2001

Continentale Classic
Campionati tedeschi, Prova in linea
Campionati del mondo, Prova a cronometro
Versatel Classic
Giro dell'Emilia
3ª tappa Giro della Provincia di Lucca
1ª tappa Hessen-Rundfahrt
- 2003

12ª tappa Tour de France (Gaillac > Cap'Découverte, cronometro)
Giro di Colonia
- 2004

1ª tappa Tour de Suisse (Sursee > Beromünster)
9ª tappa Tour de Suisse (Lugano > Lugano, cronometro)
Classifica generale Tour de Suisse
Coppa Sabatini
- 2005

2ª tappa Tour de Suisse (Weinfelden > Weinfelden, cronometro)
8ª tappa Deutschland Tour (Ludwigshafen > Weinheim, cronometro)
- 2006

9ª tappa Tour de Suisse (Kerzers > Berna, cronometro)
Classifica generale Tour de Suisse
11ª tappa Giro d'Italia (Pontedera > Pontedera, cronometro)

### Altri successi
- 1996

Classifica giovani Tour de France
- 1997

Classifica giovani Tour de France
Classifica giovani Giro dei Paesi Bassi
Classifica scalatori Vuelta a Aragón
Wielerronde van Boxmeer-Daags na de Tour
Gouden Pijl-Emmen
- 1998

Classifica giovani Tour de France
Nacht von Hannover
- 2000

1ª tappa Tour de Suisse (C ronosquadre)
Nacht von Hannover
- 2001

Nacht von Hannover
Profronde van Stiphout
- 2003

Ru-Cup Essen
Nacht von Hannover
Profronde van Stiphout
- 2004

Classifica punti Tour de Suisse
Ru-Cup Essen
Grazer Altstadtkriterium
- 2005

Nacht von Hannover
Entega GP
Mayrhofer
Eurobike Altstadtkriterium Ravensburg

## Piazzamenti

### Grandi Giri
- Giro d'Italia

2001: 52º
2006: ritirato (19ª tappa)
- Tour de France

1996: 2º
1997: vincitore
1998: 2º
2000: 2º
2001: 2º
2003: 2º
2004: 4º
2005: 3º revocato
- Vuelta a España

1995: ritirato
1999: vincitore
2000: ritirato (13ª tappa)

### Classiche monumento
- Milano-Sanremo

1996: 48º
1997: 36º
- Liegi-Bastogne-Liegi

2003: 29º
- Giro di Lombardia

1999: 27º

### Competizioni mondiali
- Campionati del mondo su strada

Oslo 1993 - In linea Dilettanti: vincitore
Agrigento 1994 - Cronometro Elite: 3º
Verona 1999 - In linea Elite: 8º
Verona 1999 - Cronometro Elite: vincitore
Lisbona 2001 - In linea Elite: 13º
Lisbona 2001 - Cronometro Elite: vincitore
- Campionati del mondo di ciclocross

Gieten 1991 - Juniores: 5º
- Giochi olimpici

Sydney 2000 - In linea: vincitore
Sydney 2000 - Cronometro: 2º
Atene 2004 - In linea: 19º
Atene 2004 - Cronometro: 7º

## Riconoscimenti
- Sportivo tedesco dell'anno nel 1997 e 2003.